# Filiberto Cecchi
Filiberto Cecchi (Genga, 25 gennaio 1944) è un generale italiano, ex capo di Stato Maggiore dell'Esercito Italiano.

## Carriera
Cecchi ha frequentato il 20º Corso dell'Accademia militare di Modena e la Scuola di Applicazione.
Nominato ufficiale nell'Arma di cavalleria ha trascorso più di dieci anni presso il reggimento Savoia Cavalleria dove ha ricoperto diversi incarichi di comando e di staff e svolto attività equestre a livello agonistico.
Dopo la frequenza del 104º Corso di Stato Maggiore e del 104º Corso Superiore di Stato Maggiore, è stato impiegato dal 1982 al 1985 quale ufficiale addetto dello Stato Maggiore dell'esercito – ufficio impiego del personale e successivamente inviato negli USA per la frequenza del US Command and General Staff Course (1985-1986).
È stato comandante del 5º Gruppo Squadroni Lancieri di Novara (1986-1987).
Dopo un periodo trascorso presso lo SME (Capo Sezione presso l'Ufficio Operazioni) e lo SMD (Ufficio del Capo di SMD), ha comandato il Distretto Militare di Torino per poi tornare allo SME come Capo Ufficio Operazioni, proprio negli anni (1991-1994) in cui si realizzarono numerose missioni all'estero (Albania, Mozambico, Somalia, ecc.) e in Italia (Forza Paris, Vespri Siciliani, ecc.) e prese avvio la pianificazione per l'intervento nei Balcani.
Negli anni 1994-1996 ha comandato la ricostituita Scuola di cavalleria nella sede di Montelibretti (RM) e successivamente è stato destinato quale Addetto per la Difesa presso l'Ambasciata d'Italia in Israele (1996-1999).
Nominato nuovamente Comandante della Scuola di cavalleria, che nel frattempo aveva incorporato anche la Scuola Truppe Corazzate, ha ricoperto contemporaneamente l'incarico di Vice Ispettore per l'Arma di Cavalleria (1999-2001).
Nel 2001 ha prestato servizio quale vice comandante delle forze NATO in Kosovo (KFOR 5) e, successivamente, quale vice ispettore per la Formazione e la Specializzazione dell'Esercito.
Dal 2002 al 2005 è stato il comandante del Comando Operativo di vertice Interforze, responsabile dell'impiego operativo, in Patria e all'estero, di tutte le Forze Armate italiane.
Dal 23 luglio 2005 al 13 settembre 2007 è stato il Capo di Stato Maggiore dell'Esercito. Il 14 settembre 2007 è stato sostituito dal generale Fabrizio Castagnetti.
Negli anni 2008-2009 ha ricoperto l'incarico di Vice Presidente dell'UNIRE (Unione Nazionale per l'Incremento delle Razze Equine).
Nell'agosto 2009 ha assunto la carica di Presidente del Consorzio Frasassi, Ente pubblico che gestisce le Grotte di Frasassi (situate in GENGA, provincia di Ancona - suo luogo di nascita), considerate tra i complessi ipogei più spettacolari al mondo.
In tale veste è stato recentemente nominato tra i 10 Direttori della Commissione dell'ISCA (International Show Cave Association).

## Altro
Ha conseguito la laurea in scienze strategiche ed il master di secondo livello in scienze strategiche presso l'Università di Torino ed ha frequentato il corso per istruttori militari di equitazione ed il corso NATO di guerra psicologica.
Cecchi, Cavaliere di Gran Croce dell'Ordine al Merito della Repubblica Italiana, è decorato della Croce d'Oro al Merito dell'Esercito, della Medaglia d'Oro al Merito della Croce Rossa Italiana e della Medaglia d'Argento al Merito di Lungo Comando (15 anni) oltre che di altre onorificenze derivate da più di 40 anni di servizio militare.
È sposato con Francesca ed ha due figli: Valentina ed Andrea. Andrea è attualmente un pilota di AB-412 dell'aviazione dell'esercito in qualità di capitano (Ufficiale ruolo speciale).